# 長與善郎

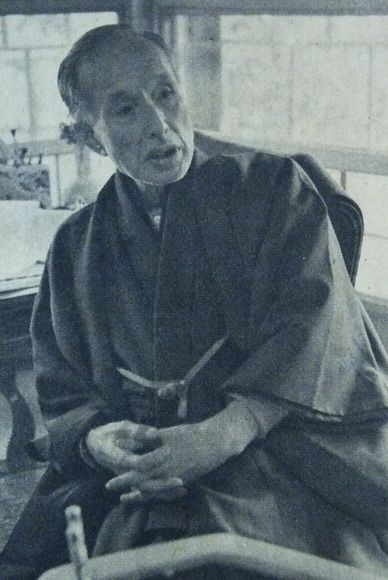
1955年

長與 善郎（ながよ よしろう、新字体：長与 善郎、1888年〈明治21年〉8月6日 - 1961年〈昭和36年〉10月29日）は、日本の小説家、劇作家、評論家。白樺派作家として人道主義的な作風で知られた。
東大英文科中退。戯曲『項羽と劉邦』(1917年)などで認められ、白樺派の中心的存在に。人道的な作風で活躍した。作品に小説『青銅の基督』(1923年)、『竹沢先生と云ふ人』(1925年)、自伝『わが心の遍歴』(1959年)など。

## 略歴
医学者長與專齋の五男として東京府に生まれる。長與家は漢方医として代々肥前大村藩に仕えた家系である。
1900年（明治33年）、東京麻布の南山小学校から学習院に転校する。1911年（明治44年）、志賀直哉や武者小路実篤らの同人誌『白樺』に参加する。同年、東京帝国大学文学部英文科入学、1912年（大正元年）に退学する。
関東大震災で『白樺』が廃刊になった後は『不二』を主宰した。
戦時中は日本文学報国会理事であり、1944年（昭和19年）、大東亜文学者大会第3回大会に日本団団長として参加する。
1948年（昭和23年）、芸術院会員。1960年（昭和35年）に自伝小説『わが心の遍歴』で読売文学賞を受賞。
1961年（昭和36年）10月29日、心臓衰弱のため世田谷区北沢の自宅で死去した。墓所は青山霊園(1イ2-2-6)
作品に『盲目の川』、『項羽と劉邦』（白井鐵造作・演出の宝塚歌劇団初の一本立てミュージカル『虞美人』の原作）、『青銅の基督』、『竹澤先生と云ふ人』など。『項羽と劉邦』には、親交のあった画家河野通勢が挿絵を描いた。

## 家族
医学者である父・長與專齋は、内務省衛生局の初代局長を務めるなど日本の医療制度の開拓者であり、鎌倉由比ヶ浜に結核療養施設（サナトリウム）海浜院を開設、保養地としての鎌倉を拓いた人物でもある。
善郎は8人兄弟の五男で末子。22歳年上の長兄長與稱吉は医師で父の功により男爵、妻は後藤象二郎の娘。長姉・松方保子は松方正義長男・巌の妻。次兄・長與程三は実業家（日本輸出絹連合会組長、茂木合名理事など）。長姉の「偽善、虚栄、意地悪」への極端な反発は、善郎を文学に走らせる動機の一つとなった。次姉・長與藤子は善郎が6歳の時に15歳で海水浴中に溺死した（没後、下田歌子が藤子や近親者の歌をまとめた追悼歌集『うたかた』上梓。藤子の死で両親は病み、長與家は暗澹たる淋しい生活に一変したと善郎は記している）。三兄長與又郎は病理学者で東京帝国大学総長、男爵、妻は森村財閥（現・森村グループ）を築いた森村組創業者・森村豊の娘。四兄岩永裕吉（母方の岩永家養子）は同盟通信社の初代社長。三姉・平山道子は、日本消化器医学会会長、日本医科大学理事なども務めた胃腸病学の大家で夏目漱石などの主治医でもあった平山金蔵の妻。
妻に市川茂。長女・長與恵美子は作曲家。

## 著書
- 『盲目の川』洛陽堂、1914年
- 『求むる心』洛陽堂、1916年
- 『彼等の運命』洛陽堂、1916年
- 『項羽と劉邦』新潮社、1917年、のち岩波文庫。初版復刻（ほるぷ出版）
- 『結婚の前』新潮社、1917年
- 『生活の花』新潮社、1918年
- 『陸奥直次郎』春陽堂、1918年、のち岩波文庫
- 『明るい部屋』春陽堂、1919年
- 『平野』文武堂書店、1919年
- 『頼朝』新潮社、1920年
- 『孔子の帰国』以文社、1920年
- 『或る人々』春陽堂、1920年
- 『画家とその弟子』叢文閣、1921年
- 『因陀羅の子』叢文社、1921年
- 『春乃訪問』芸術社、1921年
- 『文明主義者』曠野社、1922年
- 『二週間』金星堂、1922年
- 『三戯曲』岩波書店、1922年
- 『青銅の基督』改造社、1923年、のち新潮文庫、岩波文庫
- 『余の宗教への前提』新しき村出版部、1924年
- 『或る社会主義者』新しき村出版部、1924年
- 『波』新しき村出版部、1924年
- 『韓信の死』玄文社、1924年
- 『エピクロスの快楽』而立社、1924年
- 『竹澤先生と云ふ人』岩波書店、1925年、のち岩波文庫（度々復刊）、新潮文庫
- 『豹』春秋社、1926年
- 『緑と雨』日向新しき村出版部、1926年
- 『生活と芸術』日向新しき村出版部、1926年
- 『菜種圃』岩波書店、1926年
- 『一人旅する者』武蔵野書院、1929年
- 『輝く廃墟』新潮社、1931年
- 『自然とともに』小山書店、1934年
- 『この男を見よ』三笠書房、1936年
- 『満支このごろ』岡倉書房、1936年
- 『大帝康煕』岩波新書、1938年
- 『少年満洲読本』日本文化協会、1938／徳間文庫カレッジ、2015年
- 『日本文化の話』弘文堂、1939年
- 『人世観想』小山書店、1939年
- 『夕子の旅行記』建設社出版部、1939年
- 『幽斎父子』人文書院、1940年
- 『幽明』河出書房、1940年
- 『満洲の見学』新潮社、1941年
- 『乾隆御賦』錦城出版社、1942年。『乾隆と香妃』角川文庫、1956年
- 『韓非子』日本評論社「東洋思想議書」、1942年
- 『世相と藝文』不二書房、1942年
- 『東洋の道と美』聖紀書房、1943年
- 『見つゝ思ふ』北方文化出版社、1943年
- 『生活覚え書』道統社、1943年
- 『多面の統一』錦城出版社、1943年
- 『東洋芸術の諸相』矢貴書店、1944年
- 『一夢想家の告白』朝日新聞社、1946年
- 『銀河に対す』桃李書院、1947年
- 『クールベの娘』圭文社、1947年
- 『野性の誘惑』光文社、1947年、のち角川文庫
- 『布袋とヴヰーナス』桜井書店、1947年
- 『あたし』操書房、1948年
- 『ショーペンハウエルの散歩』雄文社、1948年／河出書房新社、2012年
- 『麒麟児』一灯書房、1949年
- 『戸隠』東京出版、1949年
- 『人間の探求』弘文堂、1950年
- 『人間の教師たち』梧桐書院、1951年
- 『わが師わが友』筑摩書房、1951年
- 『その夜』朝日新聞社、1948年-1951年
- 『最澄と空海』創文社、1953年
- 『遅過ぎた日記』朝日新聞社、1954年
- 『彼を見我を思う』筑摩書房、1954年
- 『一つの今日』河出書房、1955年
- 『切支丹屋敷』大日本雄弁会講談社、1956年
- 『泡のたはごと』ダヴィッド社、1957年
- 『わが心の遍歴』筑摩書房、1959年。筑摩叢書、1963年、復刊1983年、解説安倍能成。のち潮文庫